# کریس برک (بازیکن فوتبال)
کریس برک (انگلیسی: Chris Burke؛ زادهٔ ۲ دسامبر ۱۹۸۳) بازیکن فوتبال اهل بریتانیا است.
از باشگاه‌هایی که در آن بازی کرده‌است می‌توان به باشگاه فوتبال کیلمارنوک، باشگاه فوتبال ناتینگهام فارست، باشگاه فوتبال رنجرز، باشگاه فوتبال کاردیف سیتی، باشگاه فوتبال روترهام یونایتد، و باشگاه فوتبال بیرمنگام سیتی اشاره کرد.